# Acmaeoderopsis
Acmaeoderopsis es un género de escarabajos barrenadores metálicos del orden Coleoptera.

## Especies
- Acmaeoderopsis chisosensis (Knull, 1952)
- Acmaeoderopsis guttifera (LeConte, 1859)
- Acmaeoderopsis hassayampae (Knull, 1961)
- Acmaeoderopsis hualpaiana (Knull, 1952)
- Acmaeoderopsis hulli (Knull, 1928)
- Acmaeoderopsis jaguarina (Knull, 1938)
- Acmaeoderopsis junki (Théry, 1929)
- Acmaeoderopsis paravaripilis (Barr, 1972)
- Acmaeoderopsis prosopis Davidson, 2006
- Acmaeoderopsis rockefelleri (Cazier, 1951)
- Acmaeoderopsis vaga (Barr, 1972)
- Acmaeoderopsis varipilis (Van Dyke, 1934)
- Acmaeoderopsis westcotti (Barr, 1972)